# Phyllonorycter ulmifoliella
Phyllonorycter ulmifoliella là một loài bướm đêm thuộc họ Gracillariidae. Nó được tìm thấy ở khắp châu Âu ngoại trừ Iberian Peninsula và the bán đảo Balkan.
Sải cánh dài 7–9 mm. Có hai lứa trưởng thành vào tháng 5 và một lần nữa vào tháng 8.
Ấu trùng ăn Betula x alpestris, Betula grossa, Betula pendula và Betula pubescens. Chúng ăn lá nơi chúng làm tổ. They create a small lower surface tentiform mine. The lower epidermis is greenish-yellow và weakly folded. Pupation takes place withtrong mine in a cocoon. The frass is deposited in a corner of the mine.